# Elasmopus japonicus
Elasmopus japonicus is een vlokreeftensoort uit de familie van de Maeridae. De wetenschappelijke naam van de soort is voor het eerst geldig gepubliceerd in 1932 door Stephensen.